# Geographus Bavarus
Het epitheton Geographus Bavarus (Latijn) is de naam voor de anonieme auteur van een Latijnse middeleeuwse tekst met een lijst van de stammen in Midden-Oost-Europa. De aanhef van de tekst is: Descriptio civitatum et regionum ad septentrionalem plagam Danubii (Latijn). Vertaald: Een beschrijving van steden en landen ten noorden van de Donau. De naam "Geographus Bavarus" werd in 1796 voor het eerst door de Poolse graaf en geleerde Jan Potocki genoemd in het Franse: "Géographe de Bavière". De term wordt tegenwoordig soms ook gebruikt om naar het document zelf te verwijzen.

## Herkomst
Het korte, in het Latijn geschreven, document werd in 1772 in de Bayerische Staatsbibliothek in München, ontdekt door de ambassadeur van Lodewijk XV bij het Saksische hof, Comte Louis-Gabriel Du Buat-Nançay. Het werd in 1571 door het huis Wittelsbach overgenomen uit de collectie van de antiquaar Hermann Schädel (1410-85). Het document werd veel besproken in de vroeg 19e-eeuwse geschiedschrijving, met name door Nikolaj Karamzin en Joachim Lelewel.
Het document bevat een lijst van de stammen in Midden-Oost-Europa ten oosten van de Elbe en ten noorden van de Donau tot de Wolga-rivieren naar de Zwarte- en Kaspische Zee. De meesten waren van Slavische oorsprong. De Polanen, Pomoranen en Masowiers komen niet op de lijst voor. Er is ook enige informatie over het aantal forten (Latijn: civitates) dat sommige van de stammen bezaten. Henryk Łowmiański heeft aangetoond dat de lijst uit twee delen bestaat, die kunnen worden geënt op verschillende perioden en kunnen worden toegeschreven aan verschillende auteurs.
De herkomst van het document is betwist. Vroege commentatoren suggereerden dat het in Regensburg samengesteld had kunnen zijn. De lijst lijkt echter ontleend te zijn uit de Codex Reginbertinus II, die in de 9e eeuw in de bibliotheek van de Abdij van Reichenau werd opgenomen en naar een plaatselijke bibliothecaris werd vernoemd. Op basis van deze bevindingen schrijft Bernhard Bischoff het geschrift toe aan een monnik die tussen 830 en 850 in Reichenau actief was. Aleksandr Nazarenko vindt het waarschijnlijker dat de lijst is samengesteld in de jaren 870, toen wordt aangenomen dat  Methodius in Reichenau heeft gewoond. Het document is mogelijk verbonden geweest met zijn missies in de Slavische streken.

## De Latijnse tekst
Clm. 560, Fol. 149v:
Descriptio ciuitatum et regionum ad septentrionalem plagam Da-
nubii. Isti sunt qui propinquiores resident finibus Danaorum.
Quos uocant Nortabtrezi, ubi regio in qua sunt ciuitates
LIII, per duces suos partitae. Vuilci,in qua ciuitates XCV et
regiones IIII. Linaa est populus, qui habet ciuitates VII.
Prope illis resident quos vocant Bethenici, et Smeldingon,
et Morizani, qui habent ciuitates XI.Iuxta illos sunt qui uocan-
tur Hehfeldi, qui habent ciuitates VIII. Iuxta illos est re-
gio, quae uocatur Surbi.In qua regione plures sunt, quae ha-
bent ciuitates L. Iuxta illos sunt quos uocantur Talaminzi, qui ha-
bent ciuitates XIIII. Beheimare, in qua sunt ciuitates XV. Marha-
rii habent ciuitates XI. Vulgarii regio est inmensa et populus mul-
tus habens ciuitates V, eo quod multitudo magna ex eis sit et non
sit eis opus ciuitates habere. Est populus, quem uocant Mereha-
nos; ipsi habent ciuitates XXX. Iste sunt regiones quae terminant
in finibus nostris. Isti sunt qui iuxta istorum fines resident. Osterab-
trezi, in qua ciuitates plusquam C sunt. Miloxi, in qua ciuitates
LXVII. Phesnuzi habent ciuitates LXX. Thadesi plusquam CC urbes
habent. Glopeani, in qua ciuitates CCCC aut eo amplius. Zuireani ha-
bent ciuitates CCCXXV. Busani habent ciuitates CCXXXI. Sittici, regio
inmensa populis et urbibus munitissimis. Stadici, in qua ciuitates
DXVI populusque infinitus. Sebbirozi habent ciuitates XC. Vn-
lizi, populus multus, ciuitates CCCXVIII. Neriuani habent ciuitates
LXXVIII. Attorozi habent CXLVIII, populus ferocissimus.
Eptaradici habent ciuitates CCLXIII. Vuillerozi habent ciuitates CLXXX.
Zabrozi habent ciuitates CCXII. Znetalici habent ciuitates LXXIIII.
Clm. 560, Fol. 150r:
Aturezani habent ciuitates CIIII. Chozirozi habent ciuitates CCL.
Lendizi habent ciuitates XCVIII. Thafbezi habent ciuitates CCL-
VII. Zeriuani, quod tantum est regnum, ut ex eo cunctae gentes
Sclauorum exortae sint et originem, sicut affirmant, ducant.
Prissani, ciuitates LXX. Velunzani, ciuitates LXX. Bruzi plus
est undique quam de Enisa ad Rhenum. Vuizunbeire, Caziri,
ciuitates C. Ruzzi. Forsderen. Liudi. Fresiti. Serauici. Luco-
lane. Vungare. Vuislane. Sleenzane, ciuitates XV. Lun-
sizi, ciuitates XXX. Dadosesani, ciuitates XX. Milzane, ciuitates
XXX. Besunzane, ciuitates II. Verizane, ciuitates X.
Fraganeo, ciuitates XL. Lupiglaa, ciuitates XXX. Opolini, ci-
uitates XX. Golensizi, ciuitates V.